# Theodor Seracin

Generalul Theodor Seracin

Theodor Seracin (n. 5 februarie 1836, Caransebeș – d. 12 martie 1901, Caransebeș) a fost un general român, fiul sublocotenentului Ion Seracin și al Mariei.
A absolvit Academia Militară din Wienerneustadt. A ocupat diverse funcții militare, atât în regimente, cât și la Viena, în Ministerul de Război, fiind apreciat cu calificative maxime. A avansat repede în ierarhia militară, ajungând până la gradul de General de Brigadă.
Fiind decorat cu Ordinul Leopold de cavaler i s-a acordat, la cerere, și rangul de Cavaler de Seracin.
În urma unei boli care se manifesta tot mai evident, a trecut la pensie și s-a stabilit la Caransebeș.
A donat Institutului Pedagogic din Caransebeș peste 400 de exponate de păsări și animale împăiate.
Împreună cu fratele său Iosif Seracin și cu căpitanul Ilie Pepa au înființat o fundație pentru ajutorarea elevilor săraci, dar silitori la învățătură.